# Georg Karl von Fechenbach
Georg Karl Ignaz Freiherr von Fechenbach zu Laudenbach (né le 20 février 1749 à Mayence, mort le 9 avril 1808 à Bamberg) est le dernier prince-évêque de Wurtzbourg.

## Biographie
Georg Karl von Fechenbach appartient à la famille von Fechenbach (de).
Il devient prêtre le 18 février 1779. Il est élu 78e évêque de Wurtzbourg le 12 mars 1795 et est consacré par Charles-Théodore de Dalberg avec comme co-consécrateurs Andreas Joseph Fahrmann (de) et Charles Alexander d'Arberg, le pape Pie VI le confirme le 1er juin.
Il consacre son oncle Christoph Franz von Buseck évêque de Bamberg le 16 août 1795. Toutefois Buseck pensa démissionner ensuite afin d'unifier les évêchés de Bamberg et de Wurtzbourg sous la personne de son neveu. Fechenbach devient coadjuteur de son oncle jusqu'à sa mort en 1805. 
Après le traité de Lunéville en 1801, les principautés-évêchés sont dissous. Après l'occupation de l'armée bavaroise dirigée par le général Georg August Ysenburg (de), Fechenbach démissionne de son titre de prince le 28 novembre 1802 et reste évêque. Il défend son pouvoir spirituel lors de la sécuralisation de la Bavière, mise en œuvre par Johann Wilhelm von Hompesch zu Bolheim (de) puis Maximilian von Montgelas, qui confisque les bâtiments, les églises et les objets de valeur.
Après le traité de Presbourg en 1805, la principauté de Wurtzbourg est confiée au prince-électeur de Salzbourg, Ferdinand III de Toscane puis le 30 septembre 1806 à la confédération du Rhin. Lorsqu'elle revient à la Bavière, après la mort de Fechenbach, l'évêque auxiliaire Gregor von Zirkel (de) obtient des concessions. À Würzburg et Bamberg, les sièges sont vacants de 1808 à 1818.
Le 79e évêque de Wurtzbourg sera en 1818 Adam Friedrich Groß zu Trockau, le vicaire apostolique de Bamberg depuis 1812.

## Succession apostolique
Georg Karl von Fechenbach a ordonné les évêques suivants :
- Évêque Christoph Franz von Buseck (1795)
- Évêque Gregor von Zirkel (de) (1802)